# Holoteleia polita
Holoteleia polita är en stekelart som beskrevs av Lubomir Masner 1994. Holoteleia polita ingår i släktet Holoteleia och familjen Scelionidae. Inga underarter finns listade i Catalogue of Life.